# 皇家龍屬
皇家龍屬（屬名：Regnosaurus）意為「薩塞克斯郡的蜥蜴」，是種植食性劍龍亞目恐龍，生存於早白堊紀的英格蘭。

## 發現與種

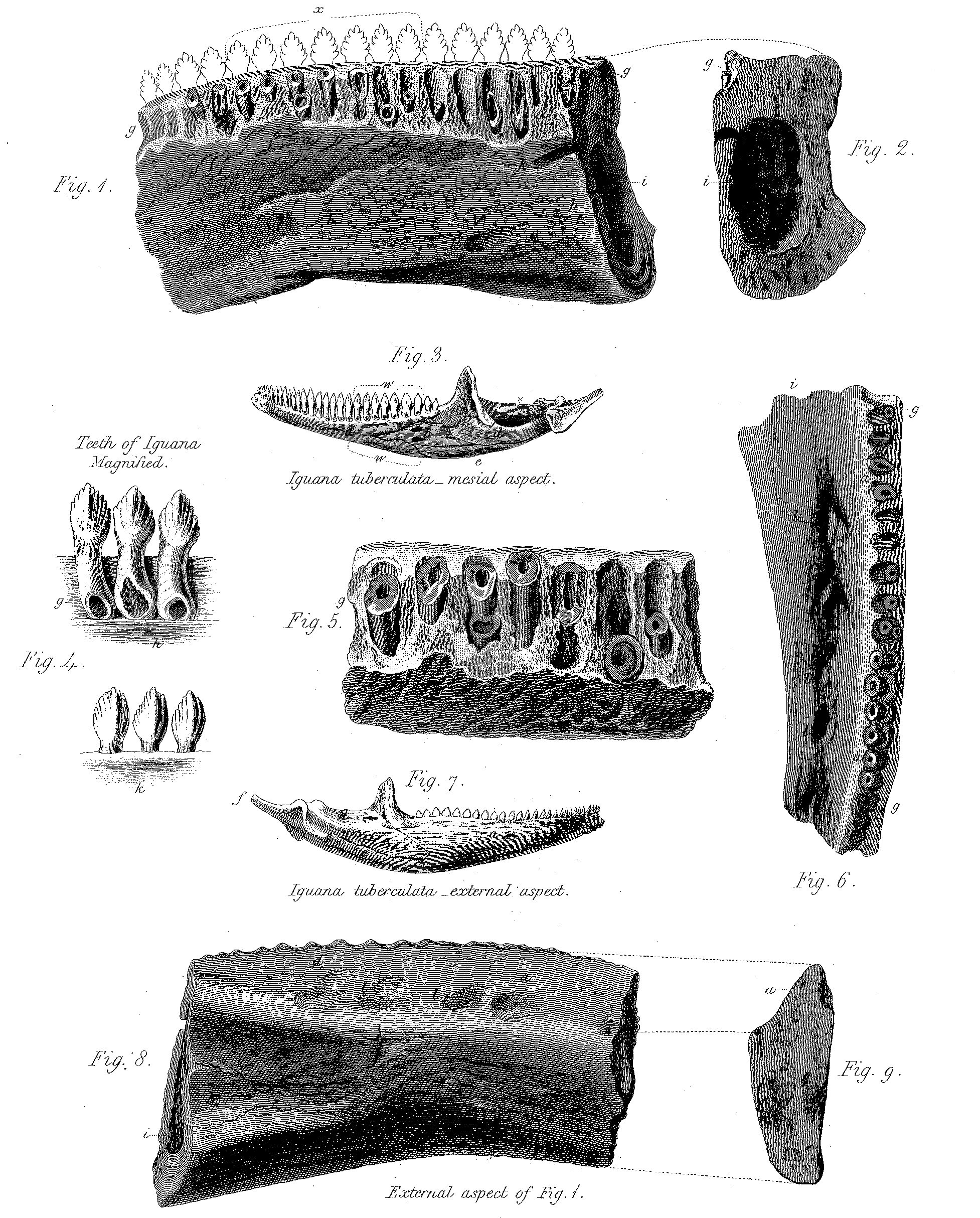
皇家龙属的下颌与鬣蜥的对比

皇家龍的化石被發現於薩塞克斯郡的Cuckfield村，起初被認為是禽龍。然而，吉迪恩·曼特爾（Gideon Mantell）重新研究牠們，並認為牠們是種不同的動物，因此在1848年建立了皇家龍（Regnosaurus）。化石只包含一個右下頜碎片。另外在威特島也發現了一個恥骨。
在1995年，P.M. Barret與保罗·厄普丘奇（Paul Upchurch）的研究認為皇家龍是種劍龍類，下頜非常類似華陽龍。模式種是北安普敦皇家龍（Regnosaurus northamptoni），被認為是個疑名。